# Uwe Rüth

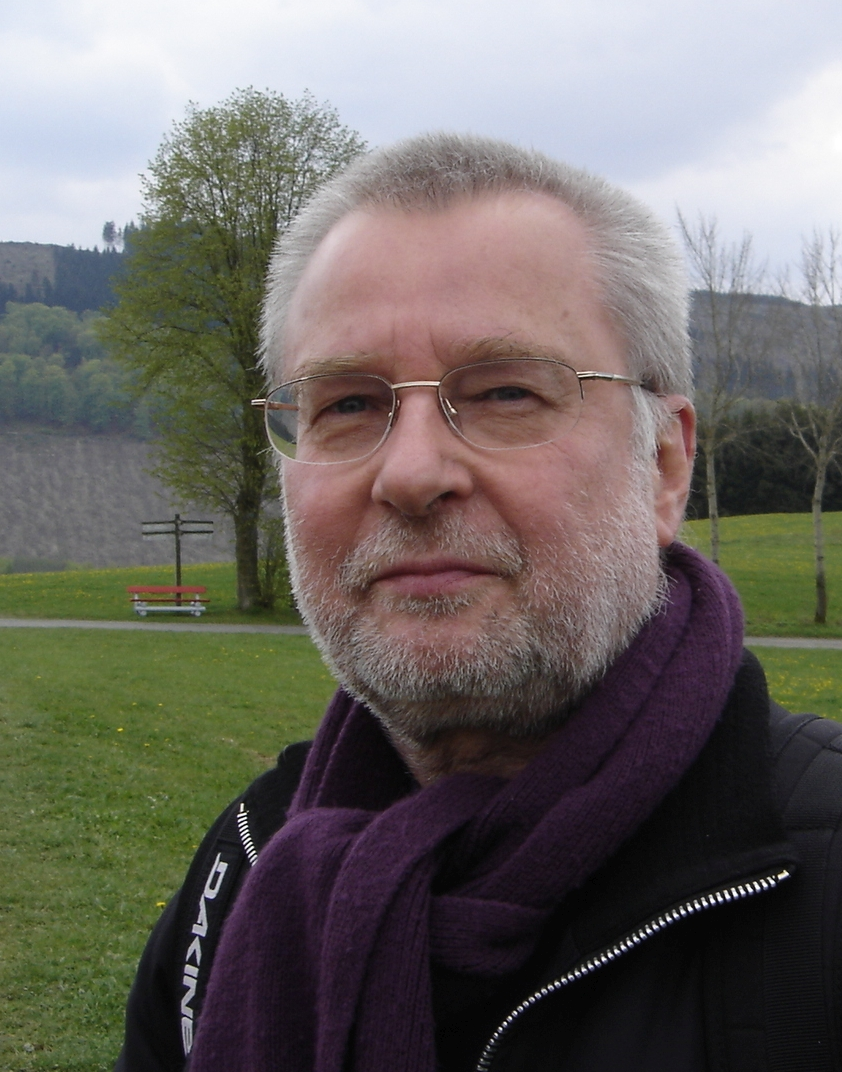
Uwe Rüth (2010)

Uwe Max Rüth (* 1942 in Breslau) ist ein deutscher Kunsthistoriker.

## Leben und Wirken
Rüth studierte an der Universität Bonn Kunstgeschichte, Klassische Archäologie und Vor- und Frühgeschichte. 1976 wurde er an der Philosophischen Fakultät der Universität Bonn mit einer Dissertation zum Thema Die Farbgebung in der byzantinischen Wandmalerei der spätpaläologischen Epoche (1341–1453) promoviert.  1978 wurde er von der Stadt Marl eingestellt, um die städtische Sammlung an Großskulpturen im öffentlichen Raum, aber auch eine Reihe von Kleinskulpturen, zu pflegen und auszubauen.
Die Sammlung bestand schon damals zum überwiegenden Teil aus Werken renommierter Künstler des 20. Jahrhunderts und war aus Mitteln einer Kunst-am-Bau-Regelung, zu der sich die Stadt 1954 verpflichtet hatte, bestritten worden. Unter dem Sitzungstrakt des Rathauses wurden nach und nach Räume zur Präsentation der Kleinskulpturen eingerichtet. 1982 schließlich wurde das Skulpturenmuseum Glaskasten der Stadt Marl offiziell gegründet; Rüth wurde sein Direktor. Seither haben sich Ausstellungsfläche und Bestand stark vergrößert. Zum Konzept gehören – wie bei den Kunstwerken im Außenraum – Offenheit und Transparenz für jedermann; so sind in den glasumbauten Innenräumen auch die Kleinskulpturen und Objekte jederzeit einsichtig.
Rüth war Gründer der seit 1984 vergebenen Marler Medien-Kunst-Preise mit dem Marler Video Kunst Preis, dem ältesten deutschen Preis für diese Gattung. Von 1994 bis 1997 war Rüth künstlerischer Geschäftsführer der Triennale Ruhr GmbH, Essen.
2001 initiierte er zusammen mit Karl Karst den Deutschen Klangkunst-Preis. Als Museumsdirektor trat er Ende November 2007 in den Ruhestand.  2010 war Rüth Beauftragter der Stadt Marl für das Projekt RUHR.2010 – Kulturhauptstadt Europas.
Rüth ist Autor zahlreicher Publikationen und hält im In- und Ausland Vorträge. Er lebt in Köln.

## Kuratierte Projekte (Auswahl)
- 1982 bis 1990: Skulpturenensemble Moltkeplatz, Essen (zusammen mit dem Galeristen Jochen Krüper († 2002))
- 1996: ICH PHOENIX – Ein Kunstereignis. Die erste große Kunstausstellung im Gasometer Oberhausen
- 1998 bis 2002: künstlerische Konzeption und Aufbau des Internationalen Zentrums für Lichtkunst, Unna
- 1999 bis 2010: WaldSkulpturenWeg Wittgenstein – Sauerland

## Schriften (Auswahl)
- (Hrsg.): Deutsche Videokunst von 1984–1986. Stadt Marl, Marl 1986, ISBN 978-3-924790-13-4.
- Installationen + Projekte, Kunst im öffentlichen Raum. In: Uwe Rüth, Jochen Krüper (Hrsg.): Material und Raum. Galerie Heimeshoff Jochen Krüper, Essen 1990/1991, ISBN 3-928417-01-0.
- mit Karl-Heinz Brosthaus und Markus Stegmann: Skulpturenmuseum Glaskasten Marl – Bestandskatalog. Marl 1992/93, ISBN 3-924790-35-3.
- Gerlinde Beck. Raum-Choreografien. Band 1. Eine monographische Collage. Cantz, Stuttgart 1995. Hrsg. Skulpturenmuseum Glaskasten Marl, Kunstverein Singen e. V., Märkisches Museum der Stadt Witten
- mit Otto Herbert Hajek: O. H. Hajek. Skulpturenmuseum Glaskasten, Marl 1996.
- (Hrsg.): Auguste Rodin. Die Bürger von Calais – Werk und Wirkung. Hatje Cantz Verlag, Stuttgart, 1997, ISBN 3-7757-0710-7.
- Ausgestellt-Vorgestellt IV: Richard Serra / Susan Hartnett. Stadt Marl, Marl 1999, ISBN 3-924790-51-5.
- Die Aura. Versuch einer Bedeutungsgeschichte des Begriffs. In: Rolf Wedewer (Hrsg.): Standpunkt Plastik. Aspekte künstlerischen Denkens heute. Hatje Cantz Verlag, Ostfildern 1999, ISBN 3-7757-9012-8, S. 11–150.
- mit Heinz Mack: Mack – Licht der Wüste, Licht des Eismeeres. Erschienen anlässlich der Ausstellung "Mack – Licht der Wüste, Licht des Eismeeres" zum 70. Geburtstag von Heinz Mack im Skulpturenmuseum Glaskasten Marl, 11.3. – 13.5.2001. Skulpturenmuseum Glaskasten, Marl 2001, ISBN 3-924790-56-6.
- mit Burkhard Leismann (Hrsg.): Industrial Land Art im Ruhrland. Klartext Verlag, Essen 2009, ISBN 978-3-89861-651-5.
- (Hrsg.): WaldSkulpturenWeg Wittgenstein – Sauerland. Wienand Verlag, Köln 2011, ISBN 978-3-86832-002-2.
- Nils-Udo. Wanderer in Natur und Kunst. Wienand Verlag, Köln 2013, ISBN 978-3-86832-116-6.